# Giacomo Racioppi
Giacomo Racioppi (Moliterno, 21 maggio 1827 – Roma, 21 marzo 1908) è stato uno storico, politico ed economista italiano.
Nel 2011, è stato inserito tra i "Migliori 150 servitori dello Stato" nell'ambito dell'iniziativa promossa dal ministro della pubblica amministrazione Renato Brunetta, in occasione del 150º anniversario dell'Unità d'Italia.

## Biografia
Giacomo Racioppi nacque a Moliterno da Francesco e Anna Teresa Lapadula. Suo padre, di professione insegnante di materie giuridiche e giudice di pace, partecipò ai moti del 1820 in quanto liberale e carbonaro. Nel 1833 Racioppi fu affidato allo zio, nonché precettore, Antonio per tenerlo lontano dalla casa paterna posta sotto sorveglianza dalla polizia borbonica, vivendo tra Cirigliano e Spinoso. Nel 1842 si trasferisce con lo zio ed un cugino a Napoli per concludere la sua istruzione.
Giunto a Napoli, spinto anche dall'atmosfera politica e sociale che si respirava nella capitale del Regno, spostò i suoi interessi verso gli studi in ambito letterario. Nel 1845 il padre, che nel 1842 era stato sindaco di Moliterno e nel 1843 consigliere distrettuale, morì lasciando una situazione economica critica, di cui il figlio si dovette fare carico. Non partecipò direttamente ai moti del 1848, anche se come da tradizione famigliare fu sempre di sentimenti antiborbonici. Il 22 febbraio del 1849 venne comunque arrestato dopo aver chiesto di visitare un concittadino carcerato per aver partecipato a una congiura; in seguito all'arresto la sua casa venne perquisita e furono ritrovati vari scritti sovversivi.
Il caso venne discusso dal Consiglio di Guerra nel 1851 ma la sua detenzione nel carcere di Santa Maria Apparente durò fino al 1853. Comunque fu una permanenza fruttuosa, si trovava infatti insieme ai più importanti intellettuali dell'epoca ed ebbe anche la possibilità di frequentare le lezioni di economia politica tenute da Antonio Scialoja. Nel luglio del 1852 fu trasferito alle carceri centrali di Potenza. Il 7 giugno 1853 fu rilasciato, iscritto nel registro degli attendibili politici e obbligato al domicilio coatto a Moliterno, dove visse, tranne una parentesi nel 1857 e nel 1860 a Napoli, fino al 1860. In questo periodo non scrisse molto, anche se vale la pena di segnalare Del principio e dei limiti della statistica del 1857 e Sui tremuoti della Basilicata relativo al terremoto del 1857 e pubblicato nel 1858, ma fu un periodo di studi fecondi su storia ed economia, in cui si formò il suo pensiero, assumendo una forma moderata.
Nel 1859 si sposò con Vincenzina Giliberti da cui in seguito ebbe tre figli. Gli avvenimenti legati alla spedizione dei Mille lo trovano ancora a Moliterno, non partecipò direttamente a moti o congiure anche se s'impegnò attivamente nel governo dittatoriale di Garibaldi. Fu chiamato a far parte della Giunta Centrale di Amministrazione e nominato segretario della provincia, carica che, durante le assenze del governatore, lo pose a capo della provincia di Basilicata. Si presentò come candidato al parlamento in tre collegi (Lagonegro, Tricarico e Chiaromonte) perse nel primo ma vinse negli altri due; tuttavia rinunciò al seggio, dovendo, per incompatibilità, scegliere tra l'elezione e l'incarico di segretario.
L'8 settembre 1860 divenne consigliere della prefettura di Potenza e in questa veste si trovò, a partire dal 23 dicembre, alla guida della provincia basilicatese fino al 28 aprile 1861, con la delicata responsabilità di affrontare il brigantaggio che infestava la zona. Accusato di non aver fatto abbastanza, fu sostituito dal barone savoiardo Giulio De Rolland. Si dimise dall'amministrazione prefettizia ritirandosi vita privata e vivendo nel suo paese natale fino al 1874; in quell'anno fu nominato direttore della Statistica al Ministero dell'agricoltura, successivamente fu reggente del Banco di Napoli (fino al 1896) in seguito consigliere di Stato e infine fu nominato senatore nel 1905. Si spense a Roma tre anni dopo.

## Studi su Giacomo Racioppi
Antonio Lotierzo ne ha sottolineato la grandezza come storico in quanto il Racioppi si rende cosciente della necessità di attuare, prima della storia lucana, una critica delle fonti (preziose le sue critiche alle epigrafi medievali inventate) di demolire la storia romanzata e l'agiografia patriottica e di mettere al centro dell'indagine i documenti, visti come monumenti da indagare con l'ermeneutica e la propria prospettiva.
Lotierzo racconta come Racioppi, nascondendosi dietro lo pseudonimo di Homunculus, nel 1875, descrivesse la sua repulsione verso la storia retorica e verso quella storiografia agiografica che era molto diffusa nel napoletano. Altro merito che viene riconosciuto al Racioppi storico è quello di aver valorizzato anche i flussi di popolazione e cultura greco-bizantina, penetrata anche con il monachesimo, che migliorò l'agricoltura, sottraendo tante terre basilicatesi alle foreste, dato interpretativo che bilancia la romanità o l'italianità delle genti di Basilicata.
Nei suoi scritti, Racioppi, in contrasto con altri conterranei come Michele Lacava, difese il toponimo "Basilicata" e il relativo "basilicatesi"  (termine da lui coniato assieme a "basilicani" e "basilicaioti", sebbene questi ultimi non entrarono mai nel lessico italiano). Benché oggi meno privilegiato rispetto a "lucano", "basilicatese" era piuttosto diffuso al tempo, rintracciabile nelle opere di autori locali e nazionali, nonché in pubblicazioni letterarie e scientifiche di rilevanza nazionale.

## Opere
- Storia della Lucania e della Basilicata, Ristampa anastatica, Matera, Grafica BMG, 2 voll., 1970. (prima edizione: Ermanno Loescher & C., Roma, 1889)
- Storia dei popoli della Lucania e della Basilicata, 2 voll., Roma, Ermanno Loescher & C., 1889.
- Storia dei moti di Basilicata e delle provincie contermini nel 1860, pag. 407, Bari, Editore Laterza (prima edizione: Tip. Morelli, pagg. 343, Napoli).
- Antonio Genovesi, Napoli, 1958 (prima edizione: Morano Libraio – Editore, Napoli).
- Carlo de Cesare, Firenze, 1883.
- Giacinto Albini, Roma, 1884.
- Ricordi spiccioli di storia letteraria, Tipografia Santanello, Potenza, 1880.
- Notizie storiche del Ponte sull'Agri, Napoli, 1856.
- S. Maria Apparente, Strenna della R. Tipografia Giannini, a. IV, 1892.
- Della letteratura del popolo della Basilicata, estratto da “Bazar delle Scienze, Lettere e Arti”, fasc. II, vol. IV, Napoli, 1855.
- L'agiografia di San Laverio del MCLXII, p. 172, Barbera, Roma, 1881.
- Gli Statuti della Bagliva delle antiche comunità del napoletano, Archivio Storico per le Province Napoletane, II (pagg. 347-377) – III (pag. 508), a. VI, 1884.